# 30928 Jefferson
30928 Jefferson este un asteroid din centura principală de asteroizi.

## Descriere
30928 Jefferson este un asteroid din centura principală de asteroizi. A fost descoperit pe 9 octombrie 1993 la Observatorul La Silla de Eric Walter Elst. Asteroidul prezintă o orbită caracterizată de o semiaxă mare de 2,65 ua, o excentricitate de 0,16 și o înclinație de 16,3° în raport cu ecliptica.